# Ragione e sentimento (film)
Ragione e sentimento (Sense and Sensibility) è un film del 1995 diretto da Ang Lee, con Kate Winslet, Alan Rickman, Emma Thompson, Hugh Grant, Greg Wise e Robert Hardy, vincitore del Golden Globe come miglior film drammatico del 1995 e l'Orso d'oro al Festival di Berlino del 1996. Il film vince inoltre il Premio Oscar per la migliore sceneggiatura non originale nel 1996 (il premio va a Emma Thompson). La pellicola è tratta dall'omonimo romanzo di Jane Austen. Nella colonna sonora, Jane Eaglen canta in due brani.

## Trama
La signora Dashwood e le sue figlie Elinor, Marianne e Margaret, sono impoverite a causa della morte del signor Dashwood. La loro tenuta, Norland, passa a John Dashwood, figlio del primo matrimonio di Mr. Dashwood. Sebbene John abbia promesso al padre che si sarebbe preso cura della matrigna e delle sorellastre, sua moglie Fanny, una donna profondamente egoista, lo persuade facilmente a non donare nulla a loro dell'eredità paterna. Le donne Dashwood sono trattate come ospiti “non benvenute” nella loro stessa casa e, presto, sono costrette a cercare una nuova abitazione.
Contemporaneamente a questi fatti, Elinor si innamora del fratello di Fanny, Edward Ferrars, un uomo tranquillo, senza pretese e di natura gentile. Edward non ambisce alla carriera politica, come vorrebbero la madre e la sorella. In ogni caso, la fortuna di Edward è vincolata alle decisioni materne. Elinor sa che la signora Ferrars vuole che suo figlio sposi una donna d'alto rango e dunque non s'illude di coronare il suo sogno. Mrs. Dashwood e le sue figlie lasciano presto Norland per trasferirsi a Barton Cottage. Il proprietario del cottage è Sir John Middleton, un lontano cugino, che lo offre loro a un prezzo di favore. Sir John vive a Barton Park, insieme alla suocera la signora Jennings, e la sua casa è frequentata dal trentacinquenne colonnello Brandon, un vecchio amico di Sir John.
Mrs. Jennings, che è un'anziana signora molto gioviale e amante del pettegolezzo, ben presto intuisce che il colonnello Brandon deve essersi innamorato di Marianne, la quale invece considera l'ufficiale uno scapolo incallito, anziano e infermo, incapace di innamorarsi di qualcuno o di ispirare amore a qualcuno. Mentre Marianne passeggia insieme alla sorella più piccola Margaret nei dintorni di Barton Cottage, viene sorpresa dalla pioggia. Scivola sull'erba bagnata e si sloga una caviglia. Viene soccorsa subito da John Willoughby, un attraente giovanotto di passaggio. Marianne è affascinata dal comportamento galante del giovane mentre la trasporta verso casa e ne rimane parimenti affascinata anche la sua famiglia.
Dopo questo incidente, Willoughby inizia a visitare Marianne tutti i giorni. I due diventano molto intimi e perciò Elinor e Mrs. Dashwood sospettano che si siano segretamente fidanzati, ma la natura sentimentale di Mrs. Dashwood le vieta di seguire il consiglio, datole da Elinor, di chieder conto esplicitamente a Marianne del suo rapporto con Willoughby. La giovane innamorata rimane incredula quando, improvvisamente, Willoughby decide di partire per Londra per affari e comunica che non farà ritorno prima di un anno e non lascia alcuna spiegazione a Marianne e alla sua famiglia. Giungono ancora altri visitatori, questa volta destinati a Barton Park. Sono la figlia e il genero di Lady Middleton con Lucy Steele, una lontana cugina, che confida a Elinor di essere segretamente fidanzata con Edward Ferrars, già da cinque anni.
Elinor e Marianne trascorrono l'inverno a Londra, nella casa di Mrs. Jennings. Marianne continua a scrivere a Willoughby, ma le sue lettere rimangono senza risposta. L'incontro tanto atteso avrà finalmente luogo durante una festa, in cui il giovane non risponde alle richieste di spiegazioni della ragazza. Il giorno dopo arriva un breve messaggio di Willoughby, con il quale la informa di essere fidanzato e prossimo al matrimonio con Miss Grey, una donna molto ricca. Marianne, devastata, spiega a Elinor che lei e Willoughby non si erano mai impegnati, ma che lei lo amava e lui l'aveva indotta a credere di essere riamata.
Il Colonnello Brandon rivela in confidenza a Elinor che Willoughby aveva sedotto anche sua figlia adottiva, Beth Williams, ma che l'aveva abbandonata non appena quest'ultima aveva scoperto di essere incinta, perché aveva perso con il suo comportamento la cospicua eredità della zia, e senza ormai risorse era stato costretto a partire. Pochi giorni dopo la signora Jennings comunica a Elinor che Mrs. Ferrars ha scoperto il fidanzamento segreto di Edward con Lucy e che, al rifiuto di Edward di romperlo, lo aveva diseredato. Elinor e Marianne sono sinceramente dispiaciute per Edward. Il colonnello Brandon per aiutarlo, decide di offrire a Edward la parrocchia di Delaford, anche se lo conosce molto poco, chiedendo a Elinor di parlarne a Edward in quanto amica.
Marianne, durante il viaggio di ritorno da Londra, si ammala gravemente dopo una passeggiata sotto la pioggia e il Colonnello Brandon, dopo averla salvata, parte per andare a prendere sua madre e condurla da lei. Marianne si riprende dalla malattia e le Dashwood tornano a Barton Cottage. La famiglia Dashwood viene a sapere che Lucy è diventata la signora Ferrars. Tuttavia il giorno seguente arriva l'inaspettata visita di Edward, il quale rivela che a sposare Lucy è stato suo fratello Robert. Poi chiede a Elinor di sposarlo e lei accetta. Marianne, ormai maturata, decide di sposare il colonnello Brandon.

## Produzione
Il film venne prodotto dalle società Columbia Pictures Corporation e Mirage.

## Distribuzione

### Data di uscita
Il film venne distribuito in varie nazioni, fra cui:
- Stati Uniti d'America, Sense and Sensibility, 13 dicembre 1995
- Canada, 13 dicembre 1995
- Spagna, Sentido y sensibilidad, 22 febbraio 1996
- Italia, Ragione e sentimento, 23 febbraio 1996
- Norvegia, Fornuft og følelser, 23 febbraio 1996
- Inghilterra, 23 febbraio 1996
- Francia, Raison et sentiments, 28 febbraio 1996
- Australia, 29 febbraio 1996
- Brasile, Razão e Sensibilidade, 1º marzo 1996
- Danimarca, Fornuft og følelse, 1º marzo 1996
- Finlandia, Järki ja tunteet, 1º marzo 1996
- Svezia, Förnuft och känsla, 1º marzo 1996
- Argentina, Sensatez y sentimientos, 7 marzo 1996
- Germania, Sinn und Sinnlichkeit, 7 marzo 1996
- Portogallo, Sensibilidade e Bom Senso, 8 marzo 1996
- Grecia, Logiki kai evaisthisia, 15 marzo 1996
- Turchia, Ask ve yasam, 12 aprile 1996
- Giappone. Itsuka hareta hi ni (いつか晴れた日に?), 1º giugno 1996

## Riconoscimenti
- 1996 - Premio Oscar
  - Miglior sceneggiatura non originale a Emma Thompson
  - Nomination Miglior film a Lindsay Doran
  - Nomination Migliore attrice protagonista a Emma Thompson
  - Nomination Miglior attrice non protagonista a Kate Winslet
  - Nomination Migliori costumi a Jenny Beavan e John Bright
  - Nomination Migliore fotografia a Michael Coulter
  - Nomination Miglior colonna sonora a Patrick Doyle
- 1996 - Golden Globe
  - Miglior film drammatico
  - Migliore sceneggiatura a Emma Thompson
  - Nomination Migliore regia ad Ang Lee
  - Nomination Migliore attrice in un film drammatico a Emma Thompson
  - Nomination Miglior attrice non protagonista a Kate Winslet
  - Nomination Miglior colonna sonora a Patrick Doyle
- 1996 - Premio BAFTA
  - Miglior film a Lindsay Doran e Ang Lee
  - Miglior attrice protagonista a Emma Thompson
  - Miglior attrice non protagonista a Kate Winslet
  - Nomination Migliore regia ad Ang Lee
  - Nomination Miglior attore non protagonista a Alan Rickman
  - Nomination Miglior attrice non protagonista a Elizabeth Spriggs
  - Nomination Miglior sceneggiatura non originale a Emma Thompson
  - Nomination Migliori costumi a Jenny Beavan e John Bright
  - Nomination Migliore fotografia a Michael Coulter
  - Nomination Migliore scenografia a Luciana Arrighi
  - Nomination Miglior trucco a Morag Ross e Jan Archibald
  - Nomination Miglior colonna sonora a Patrick Doyle
- 1995 - National Board of Review Award
  - Miglior film
  - Migliore regia ad Ang Lee
  - Miglior attrice protagonista a Emma Thompson
- 1996 - Festival internazionale del cinema di Berlino
  - Orso d'Oro ad Ang Lee
- 1996 - Broadcast Film Critics Association Award
  - Miglior film
  - Migliore sceneggiatura a Emma Thompson
- 1996 - David di Donatello
  - Nomination Migliore attrice straniera a Emma Thompson
- 1995 - Los Angeles Film Critics Association Award
  - Migliore sceneggiatura non originale a Emma Thompson
  - Nomination Migliore regia ad Ang Lee
- 1995 - New York Film Critics Circle Award
  - Migliore regia ad Ang Lee
  - Migliore sceneggiatura non originale a Emma Thompson
- 1996 - Screen Actors Guild Award
  - Miglior attrice non protagonista a Kate Winslet
  - Nomination Miglior cast
  - Nomination Miglior attrice protagonista a Emma Thompson

Nel 1999 il British Film Institute l'ha inserito al 62º posto della lista dei migliori cento film britannici del XX secolo.